# Microdaemon flavescens
Microdaemon flavescens là một loài bọ cánh cứng trong họ Ptilodactylidae. Loài này được Kolbe miêu tả khoa học năm 1897.